# Caratê nos Jogos Pan-Americanos de 2015 - Mais de 84 kg masculino
A categoria + 84 kg masculino foi uma das disputas  do caratê nos Jogos Pan-Americanos de 2015 em Toronto. Foi realizada no Centro Esportivo Mississauga, em Mississauga  no dia 25 de julho.

## Calendário
Horário local (UTC-4).
| Data        | Horário | Fase          |
| ----------- | ------- | ------------- |
| 25 de julho | 16:05   | Primeira fase |
| 25 de julho | 20:47   | Semifinal     |
| 25 de julho | 21:46   | Final         |

## Medalhistas
| Ouro   | ECU Franklin Mina              |
| Prata  | DOM Anel Castillo              |
| Bronze | CUB Jander Tiril USA Brian Irr |

## Resultados

### Grupo 1
| Atleta         | Nacionalidade      | J | V | E | D | Pontos | Pontos | Pontos |
| Atleta         | Nacionalidade      | J | V | E | D | PF     | PC     | Dif    |
| -------------- | ------------------ | - | - | - | - | ------ | ------ | ------ |
| Jander Tiril   | CUB Cuba           | 3 | 2 | 1 | 0 | 19     | 8      | +11    |
| Brian Irr      | USA Estados Unidos | 3 | 2 | 1 | 0 | 13     | 4      | +9     |
| Ángel Aponte   | VEN Venezuela      | 3 | 0 | 1 | 2 | 5      | 9      | -4     |
| Franco Recouso | ARG Argentina      | 3 | 0 | 1 | 2 | 3      | 19     | -16    |

|                    | Resultados |                    |
| ------------------ | ---------- | ------------------ |
| USA Brian Irr      | 3–3        | CUB Jander Tiril   |
| ARG Franco Recouso | 1–1        | VEN Ángel Aponte   |
| USA Brian Irr      | 8–0        | ARG Franco Recouso |
| CUB Jander Tiril   | 6–3        | VEN Ángel Aponte   |
| USA Brian Irr      | 2–1        | VEN Ángel Aponte   |
| CUB Jander Tiril   | 10–2       | ARG Franco Recouso |

### Grupo 2
| Atleta               | Nacionalidade            | J | V | E | D | Pontos | Pontos | Pontos |
| Atleta               | Nacionalidade            | J | V | E | D | PF     | PC     | Dif    |
| -------------------- | ------------------------ | - | - | - | - | ------ | ------ | ------ |
| Anel Castillo        | DOM República Dominicana | 3 | 2 | 1 | 0 | 20     | 8      | +12    |
| Franklin Mina        | ECU Equador              | 3 | 2 | 0 | 1 | 26     | 15     | +11    |
| Christopher de Sousa | CAN Canadá               | 3 | 1 | 0 | 2 | 11     | 24     | -13    |
| Wellington Barbosa   | BRA Brasil               | 3 | 0 | 1 | 2 | 3      | 13     | -10    |

|                          | Resultados |                          |
| ------------------------ | ---------- | ------------------------ |
| DOM Anel Castillo        | 11–6       | ECU Franklin Mina        |
| CAN Christopher de Sousa | 5–3        | BRA Wellington Barbosa   |
| DOM Anel Castillo        | 9–2        | CAN Christopher de Sousa |
| ECU Franklin Mina        | 8–0        | BRA Wellington Barbosa   |
| DOM Anel Castillo        | 0–0        | BRA Wellington Barbosa   |
| ECU Franklin Mina        | 12–4       | CAN Christopher de Sousa |

### Final
|  | Semifinal         | Semifinal         |   |  | Final             | Final |  |
|  |                   |                   |   |  |                   |       |  |
|  |                   |                   |   |  |                   |       |  |
|  | CUB Jander Tiril  | 1                 |   |  |                   |       |  |
|  | ECU Franklin Mina | 9                 |   |  |                   |       |  |
|  |                   |                   |   |  |                   |       |  |
|  |                   |                   |   |  |                   |       |  |
|  |                   |                   |   |  | ECU Franklin Mina | 6     |  |
|  |                   | DOM Anel Castillo | 2 |  |                   |       |  |
|  |                   |                   |   |  |                   |       |  |
|  |                   |                   |   |  |                   |       |  |
|  |                   |                   |   |  |                   |       |  |
|  |                   |                   |   |  |                   |       |  |
|  | USA Brian Irr     | 5                 |   |  |                   |       |  |
|  | DOM Anel Castillo | 5                 |   |  |                   |       |  |